# Världscupen i alpin skidåkning 1979/1980
Världscupen i alpin skidåkning 1979/1980 inleddes i Val d'Isère den 5 december 1979 för damerna och den 7 december 1979 för herrarna. Säsongen avslutades den 15 mars 1980. Vinnare av totala världscupen blev syskonen Hanni Wenzel och Andreas Wenzel, båda från Liechtenstein.

## Tävlingskalender

### Herrar

#### Störtlopp
| Datum            | Ort                     | Etta                          | Tvåa                        | Trea                          |
| ---------------- | ----------------------- | ----------------------------- | --------------------------- | ----------------------------- |
| 7 december 1979  | Val d’Isère (Frankrike) | Peter Wirnsberger (Österrike) | Herbert Plank (Italien)     | Erik Håker (Norge)            |
| 16 december 1979 | Val Gardena (Italien)   | Peter Müller (Schweiz)        | Erik Håker (Norge)          | Werner Grissmann (Österrike)  |
| 6 januari 1980   | Pra Loup (Frankrike)    | Peter Müller (Schweiz)        | Herbert Plank (Italien)     | Erik Håker (Norge)            |
| 12 januari 1980  | Kitzbühel (Österrike)   | Ken Read (Kanada)             | Harti Weirather (Österrike) | Herbert Plank (Italien)       |
| 18 januari 1980  | Wengen (Schweiz)        | Ken Read (Kanada)             | Josef Walcher (Österrike)   | Peter Wirnsberger (Österrike) |
| 19 januari 1980  | Wengen (Schweiz)        | Peter Müller (Schweiz)        | Ken Read (Kanada)           | Steve Podborski (Kanada)      |
| 4 mars 1980      | Lake Louise (Kanada)    | Herbert Plank (Italien)       | Harti Weirather (Österrike) | Werner Grissmann (Österrike)  |

#### Storslalom
| Datum            | Ort                              | Etta                           | Tvåa                           | Trea                            |
| ---------------- | -------------------------------- | ------------------------------ | ------------------------------ | ------------------------------- |
| 8 december 1979  | Val d’Isère (Frankrike)          | Ingemar Stenmark (Sverige)     | Bojan Križaj (Jugoslavien)     | Hans Enn (Österrike)            |
| 12 december 1979 | Madonna di Campiglio (Italien)   | Ingemar Stenmark (Sverige)     | Jacques Lüthy (Schweiz)        | Bojan Križaj (Jugoslavien)      |
| 21 januari 1980  | Adelboden (Schweiz)              | Ingemar Stenmark (Sverige)     | Jacques Lüthy (Schweiz)        | Joël Gaspoz (Schweiz)           |
| 26 februari 1980 | Waterville Valley (USA)          | Hans Enn (Österrike)           | Andreas Wenzel (Liechtenstein) | Jarle Halsnes (Norge)           |
| 1 mars 1980      | Mont Sainte-Anne (Kanada)        | Ingemar Stenmark (Sverige)     | Phil Mahre (USA)               | Bohumír Zeman (Tjeckoslovakien) |
| 8 mars 1980      | Oberstaufen (Västtyskland)       | Andreas Wenzel (Liechtenstein) | Jacques Lüthy (Schweiz)        | Ingemar Stenmark (Sverige)      |
| 11 mars 1980     | Cortina d’Ampezzo (Italien)      | Ingemar Stenmark (Sverige)     | Hans Enn (Österrike)           | Joël Gaspoz (Schweiz)           |
| 13 mars 1980     | Saalbach-Hinterglemm (Österrike) | Ingemar Stenmark (Sverige)     | Joël Gaspoz (Schweiz)          | Hans Enn (Österrike)            |

#### Slalom
| Datum            | Ort                              | Etta                           | Tvåa                                | Trea                            |
| ---------------- | -------------------------------- | ------------------------------ | ----------------------------------- | ------------------------------- |
| 11 december 1979 | Madonna di Campiglio (Italien)   | Ingemar Stenmark (Sverige)     | Bojan Križaj (Jugoslavien)          | Paul Frommelt (Liechtenstein)   |
| 8 januari 1980   | Lenggries (Västtyskland)         | Petar Popangelov (Bulgarien)   | Aleksandr Zjirov (Sovjetunionen)    | Ingemar Stenmark (Sverige)      |
| 13 januari 1980  | Kitzbühel (Österrike)            | Andreas Wenzel (Liechtenstein) | Christian Neureuther (Västtyskland) | Jacques Lüthy (Schweiz)         |
| 20 januari 1980  | Wengen (Schweiz)                 | Bojan Križaj (Jugoslavien)     | Ingemar Stenmark (Sverige)          | Paul Frommelt (Liechtenstein)   |
| 27 januari 1980  | Chamonix (Frankrike)             | Ingemar Stenmark (Sverige)     | Bojan Križaj (Jugoslavien)          | Christian Orlainsky (Österrike) |
| 27 februari 1980 | Waterville Valley (USA)          | Ingemar Stenmark (Sverige)     | Christian Neureuther (Västtyskland) | Klaus Heidegger (Österrike)     |
| 10 mars 1980     | Cortina d’Ampezzo (Italien)      | Ingemar Stenmark (Sverige)     | Aleksandr Zjirov (Sovjetunionen)    | Christian Orlainsky (Österrike) |
| 15 mars 1980     | Saalbach-Hinterglemm (Österrike) | Ingemar Stenmark (Sverige)     | Steve Mahre (USA)                   | Petar Popangelov (Bulgarien)    |

#### Alpin kombination
| Datum                   | Ort                                         | Etta                           | Tvåa                           | Trea                      |
| ----------------------- | ------------------------------------------- | ------------------------------ | ------------------------------ | ------------------------- |
| 7-8 december 1979       | Val d’Isère (Frankrike)                     | Phil Mahre (USA)               | Steve Mahre (USA)              | Michel Vion (Frankrike)   |
| 11, 16 december 1979    | Madonna di Campiglio/Val Gardena (Italien)  | Peter Lüscher (Schweiz)        | Andreas Wenzel (Liechtenstein) | Anton Steiner (Österrike) |
| 6, 8 januari 1980       | Pra Loup/Lenggries (Frankrike/Västtyskland) | Andreas Wenzel (Liechtenstein) | Anton Steiner (Österrike)      | Phil Mahre (USA)          |
| 27 januari, 4 mars 1980 | Chamonix/Lake Louise (Frankrike/Kanada)     | Anton Steiner (Österrike)      | Andreas Wenzel (Liechtenstein) | Phil Mahre (USA)          |

### Damer

#### Störtlopp
| Datum            | Ort                     | Etta                              | Tvåa                              | Trea                              |
| ---------------- | ----------------------- | --------------------------------- | --------------------------------- | --------------------------------- |
| 5 december 1979  | Val d’Isère (Frankrike) | Marie-Theres Nadig (Schweiz)      | Cindy Nelson (USA)                | Laurie Graham (Kanada)            |
| 14 december 1979 | Piancavallo (Italien)   | Marie-Theres Nadig (Schweiz)      | Annemarie Moser-Pröll (Österrike) | Jana Šoltýsová (Tjeckoslovakien)  |
| 19 december 1979 | Zell am See (Österrike) | Marie-Theres Nadig (Schweiz)      | Jana Šoltýsová (Tjeckoslovakien)  | Annemarie Moser-Pröll (Österrike) |
| 6 januari 1980   | Pfronten (Västtyskland) | Annemarie Moser-Pröll (Österrike) | Marie-Theres Nadig (Schweiz)      | Hanni Wenzel (Liechtenstein)      |
| 7 januari 1980   | Pfronten (Västtyskland) | Marie-Theres Nadig (Schweiz)      | Cornelia Pröll (Österrike)        | Doris De Agostini (Schweiz)       |
| 15 januari 1980  | Arosa (Schweiz)         | Marie-Theres Nadig (Schweiz)      | Annemarie Moser-Pröll (Österrike) | Hanni Wenzel (Liechtenstein)      |
| 20 januari 1980  | Bad Gastein (Österrike) | Marie-Theres Nadig (Schweiz)      | Annemarie Moser-Pröll (Österrike) | Hanni Wenzel (Liechtenstein)      |

#### Storslalom
| Datum            | Ort                                 | Etta                         | Tvåa                         | Trea                         |
| ---------------- | ----------------------------------- | ---------------------------- | ---------------------------- | ---------------------------- |
| 6 december 1979  | Val d’Isère (Frankrike)             | Marie-Theres Nadig (Schweiz) | Perrine Pelen (Frankrike)    | Erika Hess (Schweiz)         |
| 8 december 1979  | Limone Piemonte (Italien)           | Hanni Wenzel (Liechtenstein) | Erika Hess (Schweiz)         | Fabienne Serrat (Frankrike)  |
| 10 januari 1980  | Berchtesgaden (Västtyskland)        | Hanni Wenzel (Liechtenstein) | Perrine Pelen (Frankrike)    | Claudia Giordani (Italien)   |
| 16 januari 1980  | Arosa (Schweiz)                     | Hanni Wenzel (Liechtenstein) | Marie-Theres Nadig (Schweiz) | Perrine Pelen (Frankrike)    |
| 26 januari 1980  | Saint-Gervais-les-Bains (Frankrike) | Hanni Wenzel (Liechtenstein) | Perrine Pelen (Frankrike)    | Marie-Theres Nadig (Schweiz) |
| 28 februari 1980 | Waterville Valley (USA)             | Hanni Wenzel (Liechtenstein) | Maria Epple (Västtyskland)   | Irene Epple (Västtyskland)   |
| 2 mars 1980      | Mont Sainte-Anne (Kanada)           | Marie-Theres Nadig (Schweiz) | Irene Epple (Västtyskland)   | Hanni Wenzel (Liechtenstein) |
| 12 mars 1980     | Saalbach-Hinterglemm (Österrike)    | Irene Epple (Västtyskland)   | Perrine Pelen (Frankrike)    | Fabienne Serrat (Frankrike)  |

#### Slalom
| Datum            | Ort                                 | Etta                              | Tvåa                                  | Trea                              |
| ---------------- | ----------------------------------- | --------------------------------- | ------------------------------------- | --------------------------------- |
| 15 december 1979 | Piancavallo (Italien)               | Annemarie Moser-Pröll (Österrike) | Perrine Pelen (Frankrike)             | Claudia Giordani (Italien)        |
| 9 januari 1980   | Berchtesgaden (Västtyskland)        | Perrine Pelen (Frankrike)         | Claudia Giordani (Italien)            | Daniela Zini (Italien)            |
| 21 januari 1980  | Bad Gastein (Österrike)             | Hanni Wenzel (Liechtenstein)      | Perrine Pelen (Frankrike)             | Erika Hess (Schweiz)              |
| 23 januari 1980  | Maribor (Jugoslavien)               | Hanni Wenzel (Liechtenstein)      | Perrine Pelen (Frankrike)             | Annemarie Moser-Pröll (Österrike) |
| 25 januari 1980  | Saint-Gervais-les-Bains (Frankrike) | Perrine Pelen (Frankrike)         | Annemarie Moser-Pröll (Österrike)     | Daniela Zini (Italien)            |
| 29 februari 1980 | Waterville Valley (USA)             | Perrine Pelen (Frankrike)         | Nadeschda Patrakejewa (Sovjetunionen) | Hanni Wenzel (Liechtenstein)      |
| 8 mars 1980      | Vysoké Tatry (Tjeckoslovakien)      | Perrine Pelen (Frankrike)         | Fabienne Serrat (Frankrike)           | Tamara McKinney (USA)             |
| 9 mars 1980      | Vysoké Tatry (Tjeckoslovakien)      | Daniela Zini (Italien)            | Hanni Wenzel (Liechtenstein)          | Erika Hess (Schweiz)              |
| 11 mars 1980     | Saalbach-Hinterglemm (Österrike)    | Claudia Giordani (Italien)        | Christa Kinshofer (Västtyskland)      | Hanni Wenzel (Liechtenstein)      |

#### Alpin kombination
| Datum               | Ort                                   | Etta                              | Tvåa                              | Trea                              |
| ------------------- | ------------------------------------- | --------------------------------- | --------------------------------- | --------------------------------- |
| 5-6 december 1979   | Val d’Isère (Frankrike)               | Marie-Theres Nadig (Schweiz)      | Hanni Wenzel (Liechtenstein)      | Annemarie Moser-Pröll (Österrike) |
| 8, 14 december 1979 | Limone Piemonte/Piancavallo (Italien) | Hanni Wenzel (Liechtenstein)      | Annemarie Moser-Pröll (Österrike) | Fabienne Serrat (Frankrike)       |
| 15-16 januari 1980  | Arosa (Schweiz)                       | Annemarie Moser-Pröll (Österrike) | Hanni Wenzel (Liechtenstein)      | Ingrid Eberle (Österrike)         |
| 20-21 januari 1980  | Bad Gastein (Österrike)               | Hanni Wenzel (Liechtenstein)      | Annemarie Moser-Pröll (Österrike) | Cindy Nelson (USA)                |

## Slutplacering damer
| Placering | Namn                  | Land          | Total Poäng | Störtlopp | Storslalom | Slalom | Kombination |
| --------- | --------------------- | ------------- | ----------- | --------- | ---------- | ------ | ----------- |
| 1         | Hanni Wenzel          | Liechtenstein | 311         | 56        | 100        | 85     | 70          |
| 2         | Annemarie Moser-Pröll | Österrike     | 259         | 85        | 37         | 72     | 65          |
| 3         | Marie-Theres Nadig    | Schweiz       | 221         | 100       | 85         | 11     | 25          |
| 4         | Perrine Pelen         | Frankrike     | 192         | 0         | 80         | 100    | 12          |
| 5         | Irene Epple           | Västtyskland  | 141         | 43        | 72         | 5      | 21          |
| 6         | Fabienne Serrat       | Frankrike     | 122         | 0         | 49         | 48     | 25          |
| 7         | Erika Hess            | Schweiz       | 111         | 0         | 59         | 52     | 0           |
| 8         | Claudia Giordani      | Italien       | 107         | 0         | 39         | 68     | 0           |
| 9         | Daniela Zini          | Italien       | 99          | 0         | 32         | 67     | 0           |
| 10        | Cindy Nelson          | USA           | 94          | 53        | 3          | 1      | 37          |

## Slutplacering herrar
| Placering | Namn             | Land          | Total Poäng | Störtlopp | Storslalom | Slalom | Kombination |
| --------- | ---------------- | ------------- | ----------- | --------- | ---------- | ------ | ----------- |
| 1         | Andreas Wenzel   | Liechtenstein | 204         | 23        | 65         | 51     | 65          |
| 2         | Ingemar Stenmark | Sverige       | 200         | 0         | 100        | 100    | 0           |
| 3         | Phil Mahre       | USA           | 132         | 0         | 41         | 36     | 55          |
| 4         | Bojan Križaj     | Jugoslavien   | 131         | 0         | 54         | 77     | 0           |
| 5         | Anton Steiner    | Österrike     | 130         | 14        | 15         | 41     | 60          |
| 6         | Jacques Lüthy    | Schweiz       | 116         | 0         | 71         | 45     | 0           |
| 7         | Hans Enn         | Österrike     | 100         | 0         | 75         | 25     | 0           |
| 8         | Herbert Plank    | Italien       | 91          | 80        | 0          | 0      | 11          |
| 9         | Peter Müller     | Schweiz       | 87          | 87        | 0          | 0      | 0           |
| 9         | Peter Lüscher    | Schweiz       | 87          | 0         | 39         | 11     | 37          |